# Warszawski Hufiec Harcerzy „Daleka Północ”
Warszawski Hufiec Harcerzy "Daleka Północ" – jednostka terytorialna Organizacji Harcerzy ZHR podległa Mazowieckiej Chorągwi Harcerzy ZHR. Grupuje 3 drużyny harcerzy i 2 gromady zuchów z terenów Żoliborza i Bielan. Powołany został rozkazem Naczelnika Harcerzy nr 4/2007 z 10 czerwca 2007. 

## Poprzedni hufcowi
- pwd. Maciej Turzański (2014-2017)
- phm. Lech Pastwa HR (2012-2014)
- phm. Jan Pastwa HR (2009-2012)
- phm. Wojciech Sławiński HR (2007-2009)

## Drużyny
Obecnie w hufcu działają:
- 4 Warszawska Drużyna Harcerzy "Wyspa" im. Andrzeja Romockiego "Morro" (pwd. Stanisław Giziński HO)
- 4 Warszawska Gromada Zuchów ,,Wilczy Legion" im. Andrzeja Romockiego ,,Morro" (pwd. Paweł Cieślik HO)
- 91 Warszawska Drużyna Harcerzy "Burza" im. rtm. Witolda Pileckiego (HO Kazimierz Łysiak)
- 301 Warszawska Drużyna Harcerzy "Knieja" im. rtm. Witolda Pileckiego (pwd. Jędrzej Zieliński HO)
- 1001 Warszawska Gromada Zuchów "Księżycowy Legion" (pwd. Grzegorz Zachara)

Działały także:
- 1002 Warszawska Drużyna Harcerzy DĘBY
- 4 WGZ Rycerze z Wyspy Smoków
- 1001 Warszawska Drużyna Harcerzy SZUWARKI
- 4 Warszawska Drużyna Harcerzy SFORA
- 1002 Warszawska Gromada Zuchów "Legion Marsowy" (ćw. Tomasz Nowak)
- 91 Warszawska Gromada Zuhców
- 301 Warszawska Gromada Zuchów "Strażnicy Starodębu"